# 15. červenec
15. červenec je 196. den roku podle gregoriánského kalendáře (197. v přestupném roce). Do konce roku zbývá 169 dní. Svátek má Jindřich.

## Události

### Česko
- 0972 – Zemřel kníže Boleslav I. Ukrutný a novým českým knížetem se stal jeho syn Boleslav II.
- 1442 – Jiřímu z Poděbrad a jeho první manželce Kunhutě ze Šternberka narodil utajovaný prvorozený syn Boček. Jeho osobu obestírá tajemství: Přestože byl prvorozený syn, na rozdíl od mladších bratrů, mu otec nezajistil povýšení mezi říšská knížata, tedy mezi nejvýznamnější šlechtice Svaté říše římské. Hoch patrně trpěl duševní nemocí.
- 1490 – Po smrti Matyáše Korvína byl česky král Vladislav II. Jagellonský zvolen též králem uherským. Země Koruny české a uherské království se spojily v jeden stát, v unii, kterou spojovala postava panovníka. Podle předem sjednané dohody s uherskými stavy měly zůstat vedlejší české země - Morava, Slezsko a obě Lužice - i nadále součástí Uher.
- 1651 – Ferdinand III. Habsburský zakázal abatyši cisterciáckého kláštera na Starém Brně stavět pivovar. Reagoval tak na stížnosti brněnských představitelů na budování "konkurenčního" pivovaru.
- 1863 – V Praze na Újezdě otevřel významný český fotograf Jindřich Eckert svůj první portrétní ateliér. Je autorem řady fotografií, zachycujících pražské ulice a domy, které podlehly násilné asanaci
- 1928 – Po tragické smrti svého manžela Čeňka v 6. kole závodu Velké ceny Německa na okruhu Nürburgring oznámila Eliška Junková konec závodní kariéry.
- 1949 – Český tenisový mistr Jaroslav Drobný a Vladimír Černík emigrují na západ na turnaji ve Švýcarsku
- 1958 – V Brně byly definitivně zrušeny koňské vozy, které rozvážely poštovní zásilky.
- 2002 – Prezident Václav Havel jmenuje novou koaliční vládu Vladimíra Špidly.

### Svět
- 0484 př. n. l. – Zasvěcení chrámu Castora a Polluxe v antickém Římě
- 0070 – Titus se svou armádou dobyl hradby Jeruzaléma (17. Tamuz v židovském kalendáři).
- 1015 – Podle legend a východní tradice zemřel Vladimír I. Veliký, za jehož vlády došlo roku 988 k christianizaci Kyjevské Rusi, na své dvorci Berestově nedaleko Kyjeva.
- 1099 – První křížová výprava: Západní křesťané (latinové) po pětitýdenním obléhání dobyli baziliku Svatého hrobu v Jeruzalémě. Muslimší obyvatelé Jeruzaléma se vzdali, ale křižáci, hnáni náboženským fanatismem, pozabíjeli tisíce neozbrojených mužů, žen a dětí. Dobytím Jeruzaléma byla ukončena první křižácká výprava a na území Palestiny vznikly čtyři křesťanské státy.
- 1240 – Ruské vojsko vedené knížetem novgorodským Alexandrem (později Něvským) zvítězilo v bitvě na Něvě nad Švédy.
- 1410 – Proběhla bitva u Grunwaldu, kde polský král Vladislav II. Jagello porazil Řád německých rytířů. Polské království vykročilo směrem k hegemonii ve východní Evropě.
- 1562 – Španělé na hranici v Máni na Yucatánu pálí veškeré písemné památky Mayů. V ohni shoří na 27 cenných dokumentů a spousta obrazů.
- 1685 – Sňatek Marie Antonie Habsburské, dcery císaře Leopolda I. a jeho první manželky Markéty Terezy, s bavorským kurfiřtem Maxmiliánem II. Emanuelem.
- 1783 – Markýz Claude-Francois-Dorothéé de Jouffroy D'Abbans, urozeným okolím přezdívaný, Joufroy-Le Pompe (Pumpa), podniká v Lyonu historicky první plavbu člunu, poháněném parním strojem.
- 1789 – Francouzský aristokrat a hrdina Americké války za nezávislost Markýz de Lafayette je jmenován generál-plukovníkem Národní gardy v Paříži
- 1799 – V egyptské vesnici Rosetta objevil francouzský kapitán Pierre-François Bouchard během Napoleonova egyptské tažení rosettskou desku, díky které byly později rozluštěny hieroglyfy.
- 1823 – Oheň zničil Baziliku sv. Pavla za hradbami v Římě ze 4. století.
- 1903 – Nově založená automobilka Ford Motor Company přijala první objednávku od chicagského dentisty Ernesta Pfenninga na dvouválcový automobil Model A za 850 dolarů
- 1933 – Wiley Post odstartoval z letiště Floyd Bennett Field první sólový let kolem světa. Let skončil 22. července a trval 7 dní, 18 hodin a 49 minut. Nově místo dalšího člověka použil k navigaci autopilot a kompas.
- 2016 – Část tureckých ozbrojených sil se pokusila provést vojenský převrat, při němž bylo zabito nejméně 160 lidí.
- 2018 – Francie vyhrála Mistrovství světa ve fotbale v Rusku po vítězství nad Chorvatskem 4:2.

## Narození

### Česko

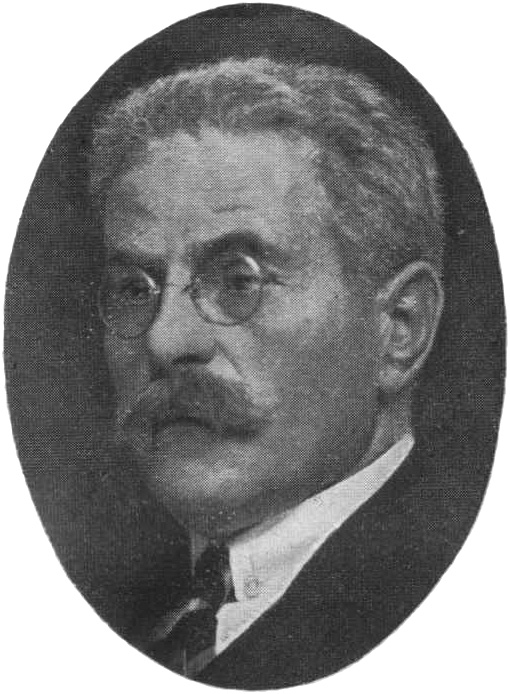
Eduard Lederer (* 1859)

- 1649 – Tobiáš Jan Becker, biskup královéhradecký († 11. září 1710)
- 1808 – Josef Jaromír Štětka, český lékař a politik († 10. dubna 1878)
- 1821 – Jindřich Wankel, lékař, speleolog, paleontolog a archeolog, sběratel, „otec moravské archeologie“ († 5. dubna 1897)
- 1849 – Jindřich Geisler, moravský kněz, hudební kritik, muzikant, organizátor hudebního života († 18. března 1927)
- 1859
  - Eduard Lederer, spisovatel († 1944)
  - Karel Škorpil, český archeolog († 9. března 1944)
- 1863 – Jindřich Ladislav Barvíř, geolog († 26. května 1952)
- 1864 – František Minařík, katolický kněz († 28. srpna 1945)
- 1872
  - Karel Babánek, český básník, spisovatel a dramatik († 19. května 1937)
  - František Bernard Vaněk, kněz, spisovatel a kulturní organizátor († 1. dubna 1943)
- 1874 – Josef Obeth, slezský sochař a restaurátor německé národnosti († 18. září 1961)
- 1876
  - Rudolf Bergman, československý politik († 23. ledna 1940)
  - Josef Patzel, československý politik německé národnosti († 20. května 1927)
- 1877 – Marie Dostalová, česká malířka († 27. března 1903)
- 1885 – Jindřich Veselý, loutkářský badatel a autor loutkových her († 19. září 1939)
- 1887 – Gustav Nosek, loutkář, řezbář, loutkoherec († 1. února 1974)
- 1892 – Jaroslav Arnošt Trpák, novinář, redaktor, prozaik, překladatel († ? 1968)
- 1896 – Václav Fiala, český malíř († 25. června 1980)
- 1900
  - Karel Jiráček, spisovatel, ochotnický divadelní režisér († 17. května 1989)
  - Viktor Hájek, nejvyšší představitel Českobratrské církve evangelické († 7. března 1968)
- 1914 – Jakub Antonín Zemek, převor dominikánského kláštera ve Znojmě († 26. června 1989)
- 1915 – František Vitásek, kněz, chrámový hudebník a skladatel († 12. června 1979)
- 1919 – Jindřich Mahelka, malíř († 3. března 1990)
- 1920 – Vilém Kropp, reportážní fotograf († 2. února 2012)
- 1922 – Vlastimil Letošník, hydrolog, hydrogeolog a speleolog († 24. října 2010)
- 1923 – Jaroslav Volek, estetik, muzikolog a sémiotik († 23. února 1989)
- 1924 – František Vrbka, československý voják a příslušník výsadku Bronse († 23. března 1943)
- 1933 – Jindřiška Klímová, novinářka a spisovatelka
- 1935 – Petr Lom, lékař, politik a diplomat († 3. května 2003)
- 1944 – Petr Prouza, český spisovatel a novinář
- 1945 – Michal Pavlata, herec († 21. ledna 2017)
- 1946 – Petr Nováček, český novinář a historik
- 1949 – Cyril Zapletal, předseda Odborového svazu pracovníků hornictví
- 1950
  - Jiří Kovařík, český historik a autor literatury faktu
  - Jiří Malenovský, soudce Ústavního soudu České republiky
- 1970 – Pavel Vízner, tenista
- 1993 – Natálie Kubištová, zpěvačka

### Svět

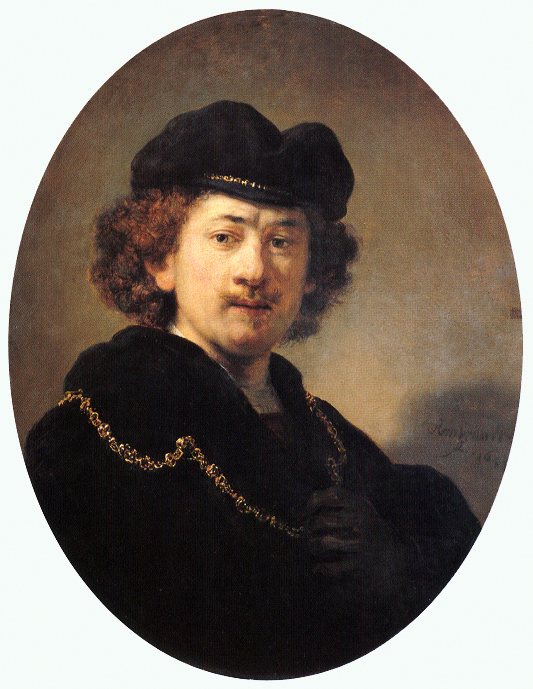
Rembrandt (* 1606)

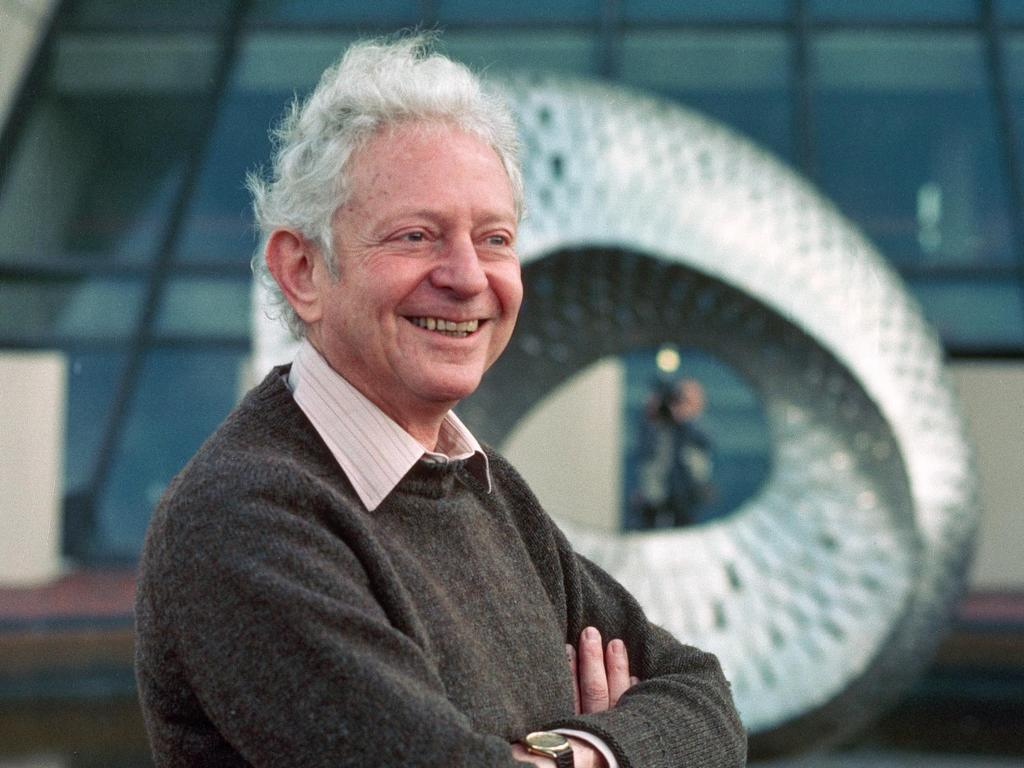
Leon Max Lederman (* 1922)

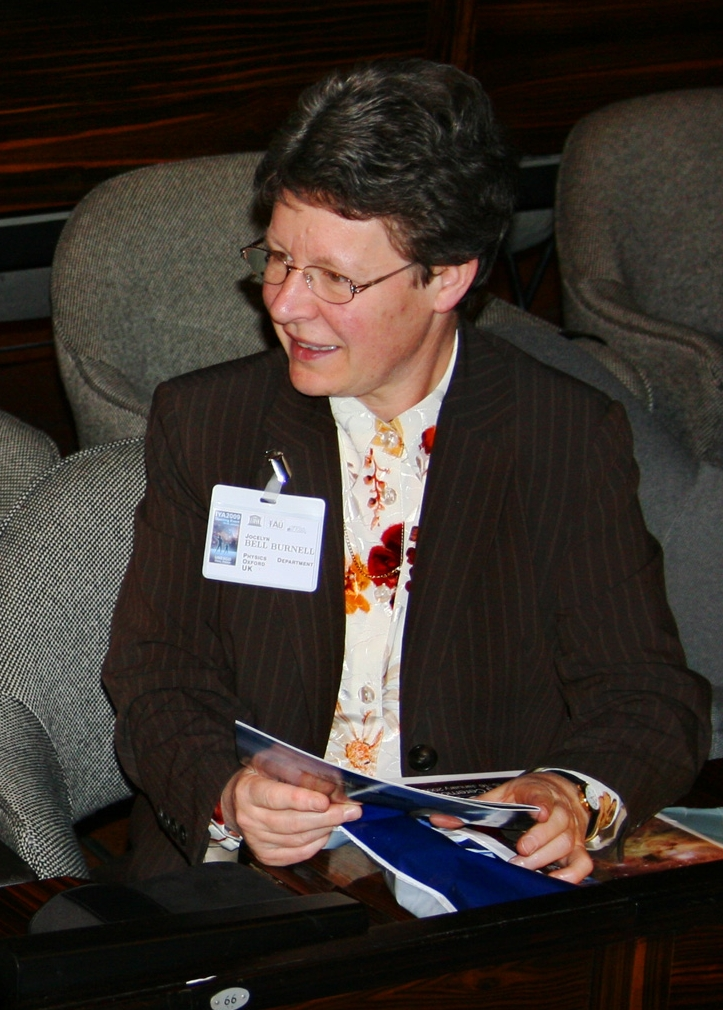
Jocelyn Bellová Burnellová (* 1943)

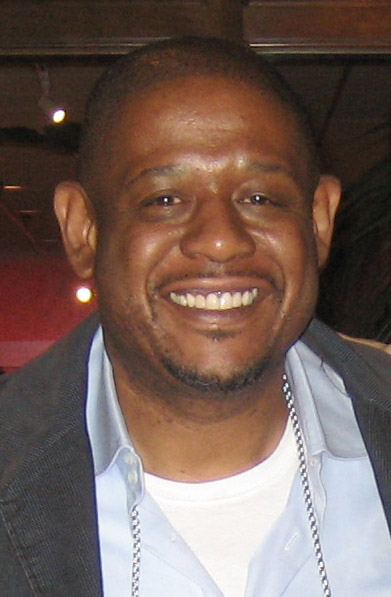
Forest Whitaker (* 1961)

- 1553 – Arnošt Habsburský, rakouský arcivévoda, syn císaře Maxmiliána II. († 12. února 1595)
- 1606 – Rembrandt, holandský malíř († 1669)
- 1636 – Christian Knorr von Rosenroth, německý učenec, básník († 4. května nebo 8. května 1689)
- 1718 – Alexander Roslin, švédský malíř († 5. července 1793)
- 1800 – Jean-Baptiste Dumas, francouzský chemik a politik († 11. dubna 1884)
- 1810 – Johann Jacob Löwenthal, maďarský šachový mistr († 20. července 1876)
- 1823 – Alexandr Hesensko-Darmstadtský, hesenský princ, zakladatel rodu Battenbergů († 15. prosince 1888)
- 1837 – Stefanie Hohenzollern-Sigmaringen, portugalská královna († 17. července 1859)
- 1845 – Marie Terezie Rakousko-Těšínská, rakouská arcivévodkyně († 8. října 1927)
- 1847 – Martin Theodor Haase, superintendent rakouské evangelické církve († 23. listopadu 1928)
- 1848 – Vilfredo Pareto, italský ekonom († 19. srpna 1923)
- 1854 – Jacek Malczewski, polský malíř († 8. října 1929)
- 1860 – Max von Oppenheim, německý historik a archeolog († 17. listopadu 1946)
- 1870
  - Vladimir Dmitrijevič Nabokov, ruský politik a novinář († 28. března 1922)
  - Leonid Krasin, sovětský politik a diplomat († 24. listopadu 1926)
- 1871 – Henryk Arctowski, polský geograf, geofyzik, geolog, cestovatel († 22. února 1958)
- 1882 – Simon Ter-Petrosjan, gruzínský komunista († 14. července 1922)
- 1883 – Louis Lavelle, francouzský filosof († 1951)
- 1886 – Jacques Rivière, francouzský spisovatel, redaktor a kritik († 14. února 1925)
- 1892 – Walter Benjamin, německý literární kritik, filosof a překladatel († 26. září 1940)
- 1897 – Monty Banks, italský herec, režisér a producent († 7. ledna 1950)
- 1899 – Seán Lemass, premiér Irska († 11. května 1971)
- 1901 – Nicola Abbagnano, italský filosof († 9. září 1990)
- 1905 – Alexandr Chvylja, sovětský herec švédského původu († 17. října 1976)
- 1909
  - Hendrik Casimir, nizozemský fyzik († 4. května 2000)
  - William Gemmell Cochran, skotský matematik († 29. března 1980)
- 1910
  - Ronald Binge, britský hudební skladatel († 6. září 1979)
  - Peter Mehringer, americký zápasník a hráč amerického fotbalu, zlato na OH 1932 († 27. srpna 1987)
- 1913 – Avraham Suckever, židovský básník († 19. ledna 2010)
- 1914 – Princ Bira, thajský princ a automobilový závodník († 23. prosince 1985)
- 1916 – Núr Mohammad Tarakí, prezident a premiér Afghánistánu († 14. září 1979)
- 1917 – Reidar Liaklev, norský olympijský vítěz v rychlobruslení († 1. března 2006)
- 1918 – Bertram Brockhouse, kanadský fyzik, Nobelova cena za fyziku 1994 († 13. října 2003)
- 1919 – Iris Murdochová, irská spisovatelka († 1999)
- 1921 – Robert Bruce Merrifield, americký biochemik, Nobelova cena za chemii 1984 († 14. května 2006)
- 1922
  - Leon Max Lederman, americký fyzik, nositel Nobelovy ceny († 3. října 2018)
  - Hana Ponická, slovenská prozaička, překladatelka a publicistka († 2007)
- 1923 – Philly Joe Jones, americký jazzový bubeník († 30. srpna 1985)
- 1927 – Krystyna Broll-Jarecka, polská básnířka († 24. listopadu 2011)
- 1928
  - Carl Woese, americký mikrobiolog († 30. prosince 2012)
  - Pal Benko, maďarský šachový velmistr († 26. srpna 2019)
- 1930
  - Stephen Smale, americký matematik
  - Jacques Derrida, francouzský filozof († 8. října 2004)
- 1933
  - Julian Bream, anglický klasický kytarista a loutnista
  - Ivan Gálfy, slovenský horolezec († 19. července 2011)
- 1934 – Eva Krížiková, slovenská herečka († 31. března 2020)
- 1939 – Aníbal Cavaco Silva, portugalský prezident
- 1943 – Jocelyn Bellová Burnellová, americká astronomka
- 1946 – Linda Ronstadt, americká zpěvačka
- 1947
  - Peter Banks, britský hudebník (Yes) († 7. března 2013)
  - Roky Erickson, americký hudebník
  - Lydia Davisová, americká spisovatelka
- 1948 – Artimus Pyle, americký hudebník (Lynyrd Skynyrd)
- 1949
  - Carl Bildt, premiér Švédska
  - Trevor Horn, britský hudební producent, skladatel a hudebník
- 1950 – Geoff Richardson, britský hudebník
- 1951
  - Dušan Herda, slovenský fotbalista, československý reprezentant
  - Gregory Isaacs, jamajský zpěvák a hudební skladatel († 25. října 2010)
  - Jesse Ventura, americký politik, herec, komentátor a bývalý wrestlingový zápasník, 38. guvernér státu Minnesota
- 1952
  - Terry O'Quinn, americký herec
  - Johnny Thunders, americký zpěvák a kytarista, člen New York Dolls († 23. dubna 1991)
- 1953 – Jean-Bertrand Aristide, prezident Haiti
- 1954 – Mario Kempes, argentinský fotbalista
- 1956
  - Joe Satriani, americký kytarový virtuóz
  - Ian Curtis, spoluzakladatel, zpěvák, textař a frontman kapely Joy Division († 1980)
  - Marky Ramone, americký hudebník
- 1957 – Mats Larsson, švédský lingvista, bohemista a překladatel
- 1959 – Ján Stempel, slovenský architekt
- 1960
  - Kim Alexis, americká supermodelka a herečka
  - Chris Stewart, americký politik
- 1961 – Forest Whitaker, americký herec a producent
- 1966 – Dimitris P. Kraniotis, řecký spisovatel
- 1977
  - Anthony Lamiche, francouzský sportovní lezec
  - Ray Toro, americký kytarista
- 1984 – Veronika Zuzulová, slovenská sjezdová lyžařka
- 1985 – Riley Mason, americká pornoherečka
- 1987 – Kazujasu Minobe, japonský sportovní šermíř
- 1989 – Alisa Klejbanovová, ruská tenistka
- 1991 – Jérémy Bonder, francouzský sportovní lezec
- 1996 – Anak Verhoeven, belgická sportovní lezkyně

## Úmrtí

### Česko
- 967 nebo 972 – Boleslav I., český kníže (* asi 915)
- 1903 – Eugen Miroslav Rutte, hudební skladatel a publicista (* 13. srpna 1855)
- 1911 – Karl Eppinger, český právník a politik německé národnosti (* 6. ledna 1853)
- 1917 – Josef Schulz, český architekt (* 11. dubna 1840)
- 1920 – Jan Autengruber, český malíř (* 25. dubna 1887)
- 1924 – František Mizera, semilský pedagog a historik (* 20. září 1861)
- 1928 – Čeněk Junek, automobilový závodník (* 25. května 1894)
- 1942 – Karel Snětina, lékař, sběratel a archeolog (* 13. května 1860)
- 1952 – Ferdinand Greinecker, hudební skladatel (* 28. dubna 1893)
- 1956 – Josef Aul, český cestovatel a lékař (* 4. března 1894)
- 1964 – Bedřich Neumann, generál, legionář, velitel Obrany národa (* 3. dubna 1891)
- 1971 – Ernst Wiesner, brněnský architekt (* 21. ledna 1890)
- 1981 – Gustav Vránek, český houslista a hudební skladatel (* 29. listopadu 1906)
- 1993 – Svatopluk Pitra, grafik, malíř, výtvarník animovaných filmů (* 9. března 1923)
- 1994 – Miloslav Stehlík, dramatik (* 2. dubna 1916)
- 1995 – Antonín Ulrich, hudebník, skladatel a pedagog (* 25. října 1915)
- 1997 – Jaromír Tomeček, spisovatel (* 30. září 1906)
- 2002 – Evžen Wohlgemuth, zoolog a esperantista (* 1947)
- 2007 – Miloslav Cicvárek, malíř, grafik, sochař a restaurátor (* 1927)
- 2013
  - Václav Fischer, textař a spisovatel (* 6. února 1926)
  - Pavel Peška, ústavní právník (* 13. dubna 1926)
  - Miroslav Polák, loutkoherec, interpret Žeryka v Divadle Spejbla a Hurvínka (* 16. červenec 1944)

### Svět

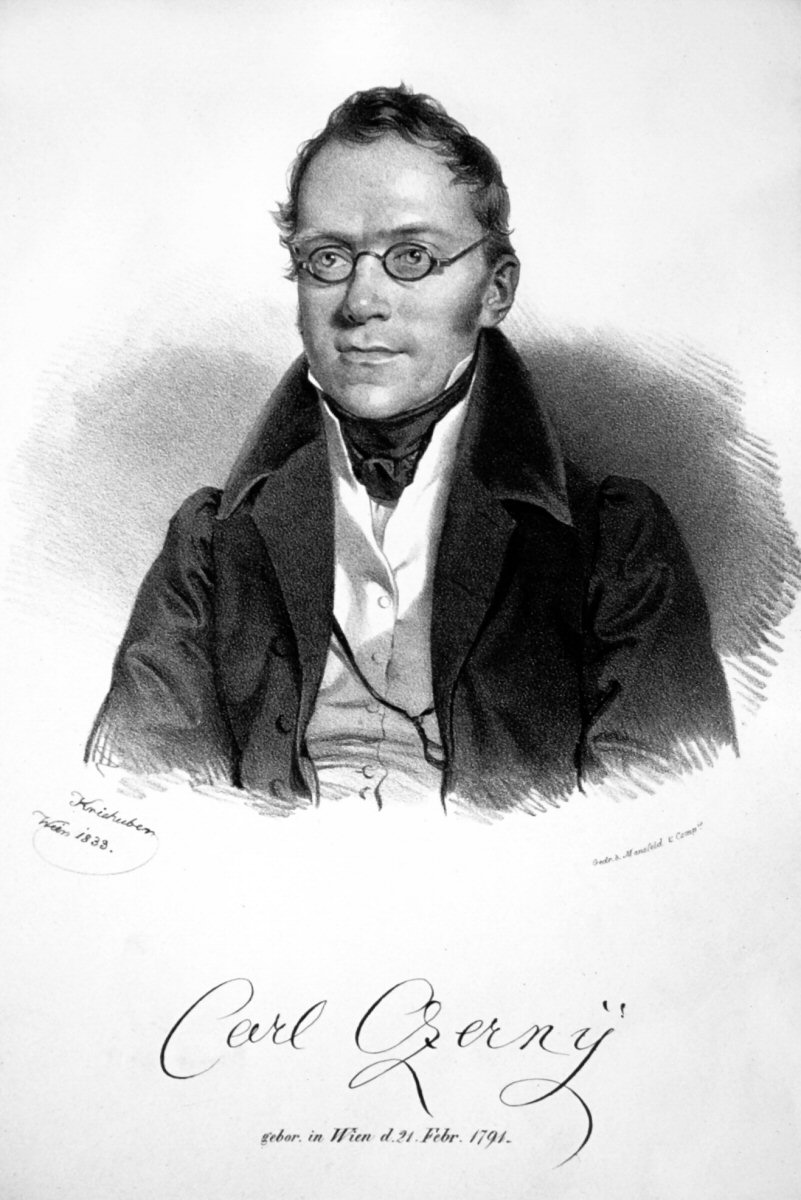
Carl Czerny († 1857)

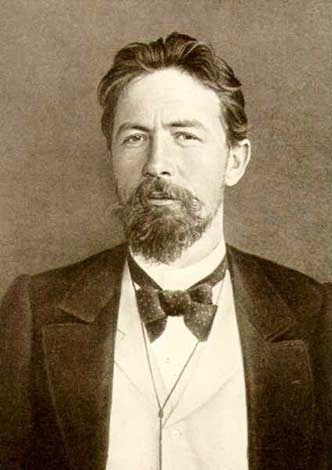
Anton Pavlovič Čechov
(† 1904)

- 0998 – Abu'l-Wafa, perský astronom a matematik (* 10. června 940)
- 1242 – Česlav Odřivous, polský dominikánský kazatel (* ? 1180)
- 1274 – Svatý Bonaventura, italský františkánský filozof a teolog (* 1221)
- 1291 – Rudolf I. Habsburský, první římský král z rodu Habsburků (* 1. května 1218)
- 1299 – Erik II. Norský, norský král (* 1268)
- 1406 – Vilém Habsburský, vévoda rakouský (* 1370)
- 1410 – Ulrich von Jungingen, velmistr řádu německých rytířů (* 8. ledna 1360)
- 1445 – Johana Beaufortová, skotská královna (* asi 1404)
- 1609 – Annibale Carracci, italský barokní malíř (* 1560)
- 1614 – Pierre de Bourdeilles, abbé de Brantôme, francouzský zapisovatel, historik (* kolem 1540)
- 1655 – Girolamo Rainaldi, italský architekt období manýrismu (* 4. května 1570)
- 1685 – James Scott, vévoda z Monmouthu, nemanželský syn anglického krále Karla II. (* 9. dubna 1649)
- 1716 – Gaetano Veneziano, italský hudební skladatel a pedagog (* 1665)
- 1757 – Johann Caspar Bagnato, německý barokní stavitel (* 1696)
- 1782 – Farinelli, vlastním jménem Carlo Broschi, jeden z nejslavnějších kastrátů-sopránů (* 24. ledna 1705)
- 1788 – Jean-Germain Drouais, francouzský malíř (* 25. listopadu 1763)
- 1792 – Juraj Pavlín Bajan, slovenský kněz, kazatel, varhaník a hudební skladatel (* 12. dubna 1721)
- 1796 – Domenico Lorenzo Ponziani, italský šachista (* 9. listopadu 1719)
- 1810 – Jean-Baptiste Rey, francouzský dirigent a hudební skladatel (* 18. prosince 1734)
- 1828 – Jean-Antoine Houdon, francouzský sochař (* 1741)
- 1830 – Dominique Joseph Vandamme, francouzský generál (* 5. listopadu 1770)
- 1857 – Carl Czerny, rakouský klavírista, hudební skladatel a pedagog (* 1791)
- 1858 – Alexandr Andrejevič Ivanov, ruský malíř (* 28. července 1806)
- 1861 – Adam Jerzy Czartoryski, polský šlechtic a politik (* 14. ledna 1770)
- 1862 – Alois Löcherer, německý fotograf (* 14. srpna 1815)
- 1868 – William Morton, americký stomatolog (* 9. srpna 1819)
- 1871 – Ján Chalupka, slovenský dramatik, publicista, spisovatel a evangelický kněz (* 1791)
- 1876 – Aleksander Fredro, polský dramatik (* 20. června 1793)
- 1879 – Johann Friedrich von Brandt, německý přírodovědec (* 1802)
- 1880 – Grigorij Goldenberg, ruský revolucionář (* 15. prosince 1855)
- 1885 – Rosalía de Castro, spisovatelka a básnířka, jedna z hlavních protagonistek galicijského kulturního obrození (rexurdimenta) (* 1837)
- 1890 – Gottfried Keller, švýcarský prozaik a lyrický básník (* 1819)
- 1893 – Ferenc Erkel, maďarský hudební skladatel (* 7. listopadu 1810)
- 1904 – Anton Pavlovič Čechov, ruský spisovatel (* 1860)
- 1914 – Ludwig Hatschek, rakouský průmyslník (* 9. října 1856)
- 1916 – Ilja Iljič Mečnikov, ukrajinský lékař-infektolog, držitel Nobelovy ceny (* 1845)
- 1917 – Charles Journet, švýcarský kardinál, teolog (* 26. ledna 1891)
- 1919 – Hermann Emil Fischer, německý chemik, nositel Nobelovy ceny (* 1852)
- 1923 – Semjon Zinovjevič Alapin, ruský šachový mistr (* 7. listopadu 1856)
- 1927 – Constance Markiewiczová, irská politička (* 4. února 1868)
- 1928 – Karl Perron, německý barytonista (* 1858)
- 1929 – Hugo von Hofmannsthal, rakouský romanopisec, libretista, básník, dramatik a esejista (* 1874)
- 1939 – Eugen Bleuler, švýcarský psychiatr (* 1857)
- 1941
  - Walter Ruttmann, německý filmový režisér (* 1887)
  - August Cesarec, chorvatský spisovatel (* 4. prosince 1893)
- 1942 – Karl von Banhans, ministr železnic Předlitavska (* 12. června 1861)
- 1948 – John J. Pershing, americký armádní generál (* 13. září 1860)
- 1959
  - Ernst Ruben Lagus, finský generál (* 12. října 1896)
  - Ernest Bloch, švýcarský hudební skladatel (* 1880)
- 1960 – Anton Giulio Bragaglia, italský fotograf (* 11. února 1890)
- 1961 – John E. Brownlee, kanadský politik (* 1884)
- 1970 – Eric Berne, americký lékař a psychiatr (* 10. května 1910)
- 1971 – Ernst Wiesner, brněnský architekt slovenského původu (* 1890)
- 1975 – Ginger Johnson, nigerijský perkusista (* 1916)
- 1976 – Jozef Pospíšil, slovenský sochař (* 27. dubna 1897)
- 1986 – Ferenc Donáth, maďarský politik, historik zemědělství, publicista (* 5. září 1913)
- 1988 – Jan Brzák, kanoista, olympijský vítěz (* 6. dubna 1912)
- 1991
  - Roger Revelle, americký oceánograf (* 7. března 1909)
  - Bert Convy, americký herec (* 1933)
- 1992 – Hammer DeRoburt, první prezident státu Nauru (* 1922)
- 1995
  - Jozef Režucha, slovenský filmový režisér, scenárista a herec (* 13. března 1929)
  - Robert Coffy, francouzský kardinál (* 24. října 1920)
- 1996 – Dana Hill, americká herečka (* 1964)
- 1997
  - Gianni Versace, italský módní návrhář (* 1946)
  - Alan Jack Charig, britský vertebrátní paleontolog (* 1. července 1927)
- 2000 – Juan Filloy, argentinský spisovatel (* 1. srpna 1894)
- 2003 – Roberto Bolaño, chilský spisovatel (* 28. dubna 1953)
- 2004
  - Jan Hanski, lužickosrbský malíř (* 24. listopadu 1925)
  - František Schmucker, slovenský a československý fotbalista (* 28. ledna 1940)
- 2008
  - György Kolonics, maďarský kanoista (* 24. června 1972)
  - Jurij Michajlov, sovětský rychlobruslař, olympijský vítěz (* 25. července 1930)
- 2009 – Julius Shulman, americký fotograf (* 10. října 1910)
- 2014 – Gerallt Lloyd Owen, velšský básník (* 6. listopadu 1944)
- 2015
  - Howard Rumsey, americký kontrabasista (* 7. listopadu 1917)
  - Alan Curtis, americký cembalista, muzikolog a dirigent (* 17. listopadu 1934)
- 2017 – Martin Landau, americký herec (* 20. června 1928)
- 2021 – Peter de Vries, nizozemský investigativní novinář (* 14. listopadu 1956)
- 2023
  - Marie-Laure de Deckerová, francouzská fotografka (* 2. srpna 1946)
  - Sergej Konstantinovič Godunov, ruský matematik (* 17. července 1929)

## Svátky

### Česko
- Jindřich

### Svět
- OSN: Světový den dovedností mladých

## Pranostiky

### Česko
- Věje-li na den Rozeslání apoštolů jižní vítr, bude velká drahota a tam, odkud věje, velká láce.

| 15. červenec v pražském KlementinuÚdaje jsou platné k 8. 7. 2025. | 15. červenec v pražském KlementinuÚdaje jsou platné k 8. 7. 2025. | 15. červenec v pražském KlementinuÚdaje jsou platné k 8. 7. 2025. |
| minimum                                                           | denní průměr                                                      | maximum                                                           |
| ----------------------------------------------------------------- | ----------------------------------------------------------------- | ----------------------------------------------------------------- |
| 9,4 °C (1840)                                                     | 19,6 °C (od 1961)                                                 | 37,6 °C (2023)                                                    |